# Кубок каннабиса
Кубок каннабиса (англ. Cannabis Cup) — фестиваль, который впервые был организован в 1987 году редактором журнала High Times Стивеном Хагером, когда он приехал в Нидерланды, чтобы взять интервью у основателя первого Голландского Сидбанка. Нэвил жил в особняке полном теплиц, который Хаджер окрестил «Крепость Каннабиса». Фестиваль, проводимый ежегодно в Амстердаме — наиболее популярное событие среди любителей конопли и компаний, занимающихся этой отраслью. Публике предоставляется большое разнообразие сортов марихуаны для оценки и выбора победителей. Ежегодно команда жюри выбирает компанию, которая создала наилучший сорт.
В Нидерландах марихуана легальна. Большинство выставленной марихуаны на фестивале поставляется из разнообразных кофешопов Амстердама. Как правило победа присуждается новому или недавно выведенному сорту.
Огромное количество туристов съезжается на фестиваль. Благодаря легальности марихуаны, содержание тетрагидроканнабинола часто бывает очень высоким.

## Марихуана
Попасть в жюри считается большой честью. Чтобы это случилось, посетитель должен внести дополнительную плату за вход, где он получит почтительные приветствия и проголосует за разнообразные сорта конопли. Часто предоставляется красиво оформленная комната для тех, кто уже не в силах употреблять более марихуану.
Одно из распространенных заблуждений заключается в том, что марихуана употребляется только с помощью курения. Но Кубок Конопли является честной игрой, где каждый желающий может употреблять её любым угодным ему способом.
Это событие широко спонсируется активистами, борющимися против дискриминации марихуаны, и компаниями разрабатывающими сорта и продающими семена.

## Посетители
Люди со всего мира съезжаются на фестиваль. Общество на фестивале рассматривается как нео-хиппи. 2003 год ознаменовался некоторой потерей популярности, в 2004 ещё меньше людей посетило фестиваль.
После фестиваля 2003-го был создан и выпущен видео DVD диск High Times Presents: The Cannabis Cup.

## Победители прошлых лет
1. Skunk #1 от Cultivators' Choice
2. Early Pearl/Skunk #1 x Northern Lights #5/ Haze от the Seed Bank
3. Northern Lights #5 от the Seed Bank
4. Skunk от Free City
5. Haze/Skunk #1 от Homegrown Fantasy
6. Northern Lights #5 x Haze от the Sensi Seed Bank
7. Jack Herer от the Sensi Seed Bank
8. White Widow от the Greenhouse
9. White Russian от de Dampkring
10. Shantaggy от Izak’s seeds
11. Peacemaker от de Dampkring
12. Silver Haze от the Sensi Seed Bank
13. Super Silver Haze от the Greenhouse
14. Blueberry от the Noon
15. Sweet Tooth от Barney’s Breakfast Bar
16. Morning Glory от Barney’s Farm
17. Hawaiian Snow от the Greenhouse
18. Amnesia Haze от Barney’s Breakfast Bar

подробнее на https://web.archive.org/web/20070218045528/http://www.cannabiscup.com/ht/cancup/content.php?bid=31&aid=9 

## Победители и категории

### 18-й Кубок каннабиса (2005)
Общий Кубок
1. Barney’s Breakfast Bar за 'Willie Nelson'
2. The Greenhouse за 'Arjan’s Ultra Haze'
3. Coffeeshop Dampkring за 'Silver Haze'

Кубок Индики (Сидбанк)
1. Soma Seeds за 'Lavender'
2. DNA Genetics за 'L.A. Confidential'
3. Paradise Seeds за 'Sensi Star'

Кубок Сативы (Сидбанк)
1. DNA Genetics за 'Martian Mean Green'
2. Paradise Seeds за 'Nebula'
3. THSeeds за 'Kushage'

Кубок Импортного Гашиша
1. Barney’s Breakfast Bar за 'Caramella Cream'
2. Coffeeshop Dampkring за 'Rifman Malika'
3. The Greenhouse за 'King Hassan'

Кубок Голландского Гашиша
1. Coffeeshop Dampkring за 'WaterWorks'
2. Barney’s Breakfast Bar за 'Kadni Bubble'
3. The Greenhouse за 'Arjan’s Ultra Haze #2'

Кубок Устройства
1. Wicked Roots за 'VapeZilla'
2. Polinator Company за 'Bubbelator'
3. Coffeeshop Dampkring за 'Mini Matches'

Кубок Стекла
1. Green Devil за 'Triple Percolator'
2. DNA BY ARIC за 'D-Line'
3. ROOR за 'Opal Smooth'

### 19-й Кубок каннабиса (2006)
Общий Кубок
1. BIG BOOTY WEED Ultra Haze#1/Green House
2. G13 Haze/Barney’s
3. Martian Mean Green/Grey Area

Сатива
1. Mako Haze/Kiwi Seeds
2. Opium/Paradise Seeds
3. Blue Cheese/Big Buddha Seeds

Индика
1. Big Buddha Cheese/Big Buddha Seeds
2. Fruity Thai/Ceres Seeds
3. Night Shade/Barney’s

Гашиш
1. Carmello Cream/Barney’s
2. Carmello Royale/Green House
3. Rifman’s Noor/De Dampkring

Голландский гашиш
1. Barney Rubble/Barney’s
2. Water Works/De Dampkring
3. Master Kush Isolater/Green House

Устройство
1. Super Vapezilla/Wicked Roots
2. Portable Vortex Gravity Bong/Gravity Vortex
3. Aleda Papers/Aleda

Стекло
1. Barney’s Farm
2. Green House
3. Wicked Roots

### Победители
- Ceres Seeds, 2-й приз Кубок Индики 2006.
- Green House Seed Co.
- Sensi Seed Bank
- Gravity Vortex